# Чек (Сакалдинский айылный аймак)
Чек (кирг. Чек) — село в Ноокенском районе Джалал-Абадской области Кыргызстана. Входит в состав Сакалдинского айылного аймака.

## География
Село расположено в южной части области, на берегу Пахтаабадского канала, вблизи государственной границы с Узбекистаном, на расстоянии приблизительно 11 километров (по прямой) к юго-западу от села Масы, административного центра района.

## Население
Согласно оценочным данным Национального статистического комитета Кыргызской Республики, численность населения села на начало 2023 года составляла 1189 человек.
| год     | 2009 | 2014 | 2015 | 2020 | 2021 | 2023 |
| ------- | ---- | ---- | ---- | ---- | ---- | ---- |
| человек | 1387 | 1048 | 904  | 1085 | 1146 | 1189 |